# Baldschinnjamyn Amarsaichan
Baldschinnjamyn Amarsaichan (mongolisch Балжиннямын Амарсайхан, * 17. Oktober 1977 in Ulaanbaatar) ist ein mongolischer Filmschauspieler und Filmproduzent.

## Leben und Karriere
Amarsaichan wurde am 17. Oktober 1977 in Ulaanbaatar geboren. 2011 produzierte er den Film Thief of the Mind. Im selben Jahr gewann 2011 er bei der mongolischen Oscar-Verleihung als besten Film, wobei Amarsaichan auch den Preis für „Beste Hauptrolle“ gewann. Der Film gewann auch die Preise für die beste Nebenrolle, die beste Kamera, das beste Drehbuch und den besten Tonschnitt. 2014 hatte er eine Gastrolle in der Serie Marco Polo. Außerdem bekam er 2016 in dem Film The Faith die Hauptrolle.

## Filmografie (Auswahl)
als Schauspieler
- 2011: Thief of the Mind (Film)
- 2012: Aravt (Film)
- 2014: Trapped Abroad (Film)
- 2014: Marco Polo (Serie, 1 Episode)
- 2016: The Faith (Film)
- 2019: The Mongolian Connection (Film)

als Produzent
- 2011: Thief of the Mind (Film)
- 2014: Trapped Abroad (Film)
- 2016: The Faith (Film)